# Сырые дрова
«Сыры́е дрова́» — российский малобюджетный кинофильм 2007 года. Первый и на август 2013 года единственный художественный фильм, произведённый в Калужской области.

## Сюжет
Деревенский механизатор Коля, сидящий без зарплаты, получает заказ от приезжего бизнесмена заготовить несколько кубов леса. Под этот безавансовый заказ он берёт в кредит в местном магазине водку и продукты и собирает у себя в доме будущую бригаду. На следующий день ничего не происходит, и самый дельный вальщик леса уезжает на заработки в город. Коля пытается «оживить» свою бензопилу, не может и с похмелья засыпает. Ещё через день он несёт бензопилу в мастерскую, но там отключили электричество. Каждый день находится повод выпить дармового самогона. Через несколько дней приезжает бизнесмен с напарником, происходит ничего не разрешающий разговор с дышащим перегаром Колей; бизнесмен уезжает ни с чем.
Чтобы заработать хоть какие-то деньги, Коля откручивает и продаёт приезжим кавказцам мотор с колхозного трактора. Но кавказцы расплачиваются водкой, и Коля опять не может выйти из замкнутого круга.
Кредит в магазине не погашен, от Коли уходит жена с дочерью. Коля делает попытку уйти на заработки в город, но, встретив сына соседа на выходе из деревни, так и не может из неё уйти.

## История создания

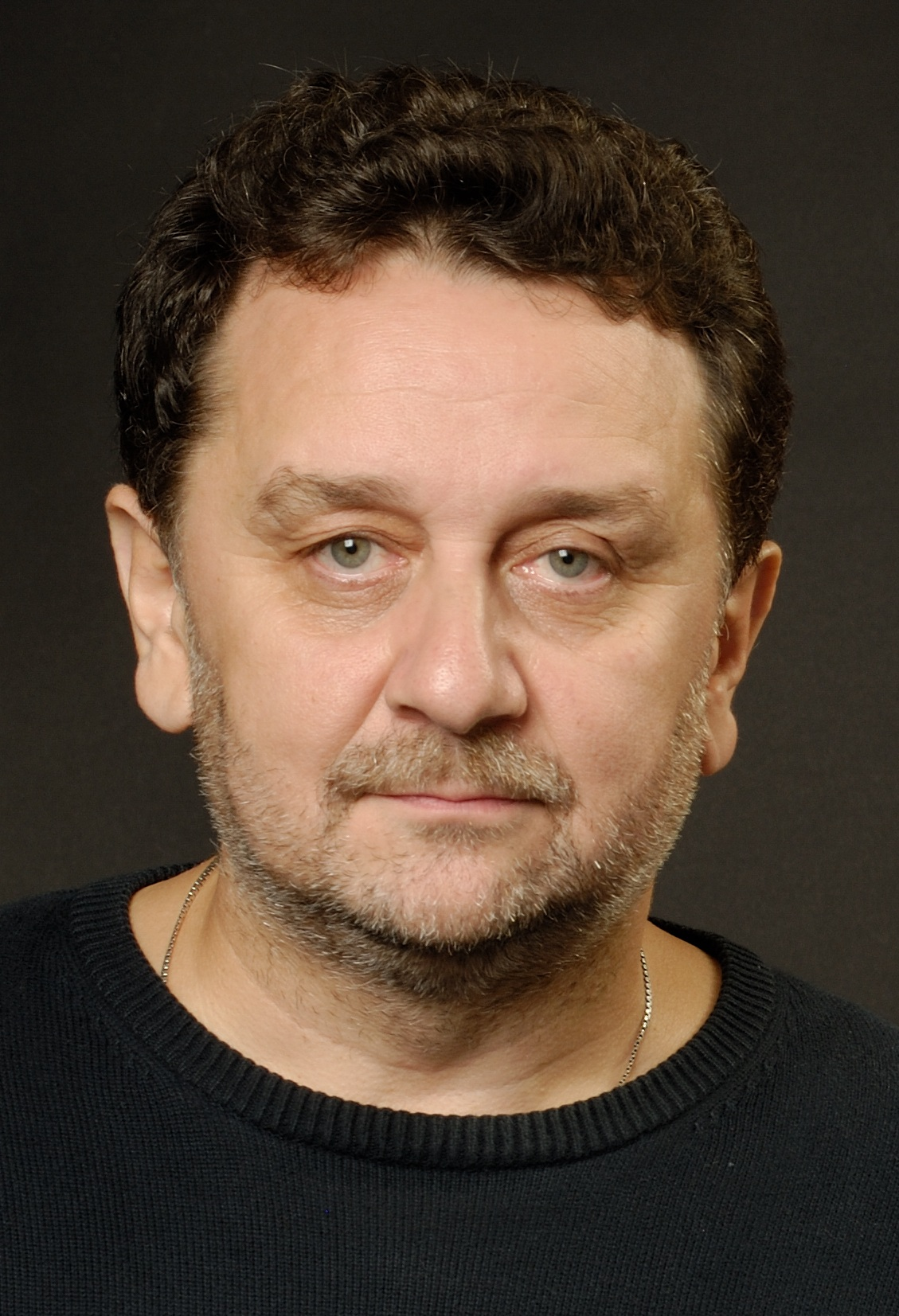
Сергей Варицкий

В начале 2000-х годов обнинский предприниматель Сергей Варицкий прочёл в журнале «Киносценарии» сценарий игрового фильма Константина Сынгаевского «Сырые дрова» и решил снять свой первый художественный фильм. В 2007 году фильм с бюджетом 500 000 рублей был снят. Главные роли исполнили актёры Калужского драматического театра, роли второго плана — непрофессиональные обнинские актёры. Декорациями служили реальные постройки калужских деревень Карпово, Коллонтай и Загрязье.
В начале 2008 года Варицкий заявил о съёмках в течение года фильма «Ивано́в» о людиновском антифашистском подполье во время Второй мировой войны, но не смог запустить картину, вероятно, из-за начавшегося мирового экономического кризиса. В начале 2010 года Варицкий повторно заявил о съёмках в течение года уже двух фильмов — «Сырые дрова-2» (продолжение «Сырых дров») и «Иванов», но снова не запустился.

## Награды и премии
- 2007 — Премия губернатора Калужской области «За достижения в культуре и искусстве» в номинации «кинематография»[8]